# Deagu de Jos, Argeș
Deagu de Jos este un sat în comuna Recea din județul Argeș, Muntenia, România.